# Saeid Mohammadpour
Saeid Mohammadpour Karkaragh  (persisch سعید محمدپور کرکرق,; * 3. März 1993 in Ardabil) ist ein ehemaliger iranischer Gewichtheber.

## Biografie
Saeid Mohammadpour, der 2011 und 2012 Junioren-Weltmeister wurde, gewann bei den Weltmeisterschaften 2011 Silber im Stoßen sowie im Zweikampf.
Bei den Olympischen Sommerspielen 2012 in London trat er im Mittelschwergewicht an und wurde Fünfter. Nachdem er der einzige Athlet unter den besten Sieben war, der keine positive Dopingprobe hatte, wurde er 2016 nachträglich zum Olympiasieger ernannt.